# 자본예산
자본예산(capital budgeting)이란, 투자효과가 장기적으로 나타나는 투자의 총괄적인 계획과 평가의 과정을 뜻한다.

## 중요성
자본예산은 단기적인 전략과 장기적인 전략으로 나눌 수 있으며, 기업의 장기적인 경영전략과 자금조달계획, 미래상황에 대한 분석을 토대로 신중하게 이루어져야 한다. 뿐만 아니라 미래의 자금수요와 투자효과에 대한 합리적인 예측을 바탕으로 이루어져야 한다. 이는 기업의 존폐와 직접적으로 연결되므로 다각적이고 광범위한 자금수급계획이 필요하다. 최근에는 하루가 다르게 변하는 경제환경의 변화, 소비자취향의 변화, 국가정책의 변화 등 여러 요인을 계획성 있게 분석하여 투자결정을 해야 한다.

## 계획 및 실행
자본예산의 계획과 실행은 다음과 같이 진행된다.
1. 투자안의 목적 설정과 투자안의 성격에 따른 분류
2. 투자안 시행시의 증분현금흐름 측정
3. 투자안의 위험 평가 및 자본 비용 측정
4. 투자안의 경제성 평가
5. 투자안의 실행

## 자본 예산 모델
자본 예산 모델은 다음과 같다.
1. 회수방법
2. 투자수익률 (ROI)
3. 순현재가치
4. 내부수익률 (IRR)